# Yoshiaki Kinoshita
Yoshiaki Kinoshita (japanisch 木下 淑晶 Kinoshita Yoshiaki; * 12. Juni 1990 in Naruto) ist ein japanischer Fußballspieler.

## Karriere
Kinoshita erlernte das Fußballspielen in der Schulmannschaft der Sakuyo High School und der Universitätsmannschaft der Chūō-Universität. Seinen ersten Vertrag unterschrieb er 2013 bei Tokushima Vortis. Der Verein spielte in der zweithöchsten Liga des Landes, der J2 League. Am Ende der Saison 2013 stieg der Verein in die J1 League auf. 2015 wechselte er zu FC Osaka. 2016 wechselte er zu FC Tokushima Celeste. Ende 2017 beendete er seine Karriere als Fußballspieler.